# Мирко Арсениевич
Мирко Арсениевич с псевдоним Глибо (на сръбски: Мирко Арсенијевић или Mirko Arsenijević) е югославски партизанин и деец на комунистическата съпротива във Вардарска Македония.

## Биография
Роден е н 9 октомври 1915 година в село Присоя. Завършва основно училище в родния си град, а след влиза в гимназията в Беране. През 1935 година е изключен след участието си в ученическа стачка. Заминава за Подгорица, където да продължи да учи, но след като заявява желание да замине като интербригадист в Испания е изключен отново. През 1938 година все пак завършва гимназията в Печ.
От 1935 членува в СКМЮ. Взема участие във всички активности, организирани от ЮКП в Беране и околностите. За участието си в революционна дейност и убийството на един полицей е арестуван заедно с десет души. След четири месеца е освободен. През 1937 година става член на ЮКП. На следващата година заминава за Белград, където се записва в Лесотехническия факултет на Белградския университет. От 1939 решава да се премести във Философският факултет на университета.
След капитулацията на Югославия през 1941 година се завръща в родното си село и се включва в подготовката на въоръжено въстание. След въстанието от 13 юли брата на Мирко е сред разстреляните от италианците за отмъщение. В края на годината влиза в Комския партизански батальон, който е в състава на Черногорско-санджакският народоосвободителен партизански отряд. При нападението на Плевля е тежко ранен и няколко месеца се лекува нелегално в различни села из района.
През декември 1942 година е заловен от албанци заедно със свои съмишленици докато пренася партийни материали. Впоследствие е предаден на италианците. Укрива истинското си месторождение като казва, че е от Печ и в резултат на това първоначално е изпратен там, а след това и в италианския лагер Порто Романо в Албания. Успява да избяга от затвора на 23 септември 1943 година заедно с други дейци на ЮКП и заминава за Западна Македония, където се свързват с местните партизански отряди.
На 11 ноември 1943 година се създава първа македонско-косовска ударна бригада, а той става политически комисар на Първи косовско-метохски народоосвободителен батальон „Рамиз Садику“. По-късно е назначен за политически комисар на Втори косовски-метохски народоосвободителен батальон „Борис Вукмирович“. Участва в сраженията за освобождаването на Кичево през есента на 1943, а след това в тези при Буковник, Витолище, Демир Капия, Бакарно Гумну (Прилепско). Убит е на 9 юли 1944 година в Дебър при сражение с немски военни части и балисти.
С указ на председателя на СФРЮ Йосип Броз Тито от 9 октомври 1953 година е обявен за народен герой на Югославия.